# 东航云南公司
東方航空雲南有限公司是中國東方航空集團所属中國東方航空股份有限公司与云南省国资委共同投资的一家航空企业，其前身是中国云南航空公司。2002年10月11日云南航空公司与中国东方航空公司联合重组，成为中国东方航空集团公司下属的航空运输企业，改组为中國東方航空雲南分公司。2010年7月28日，中国东方航空集团公司与云南省人民政府在云南昆明正式宣布由东航集团所属东航股份有限公司与云南省国资委共同投资以东航云南分公司为主体组建的合资公司——东方航空云南有限公司进入实质性筹建阶段，由此开启了东航云南公司的政企合作。2011年8月2日，东航云南公司正式颁证运行。

## 历史

### 云南航空时期

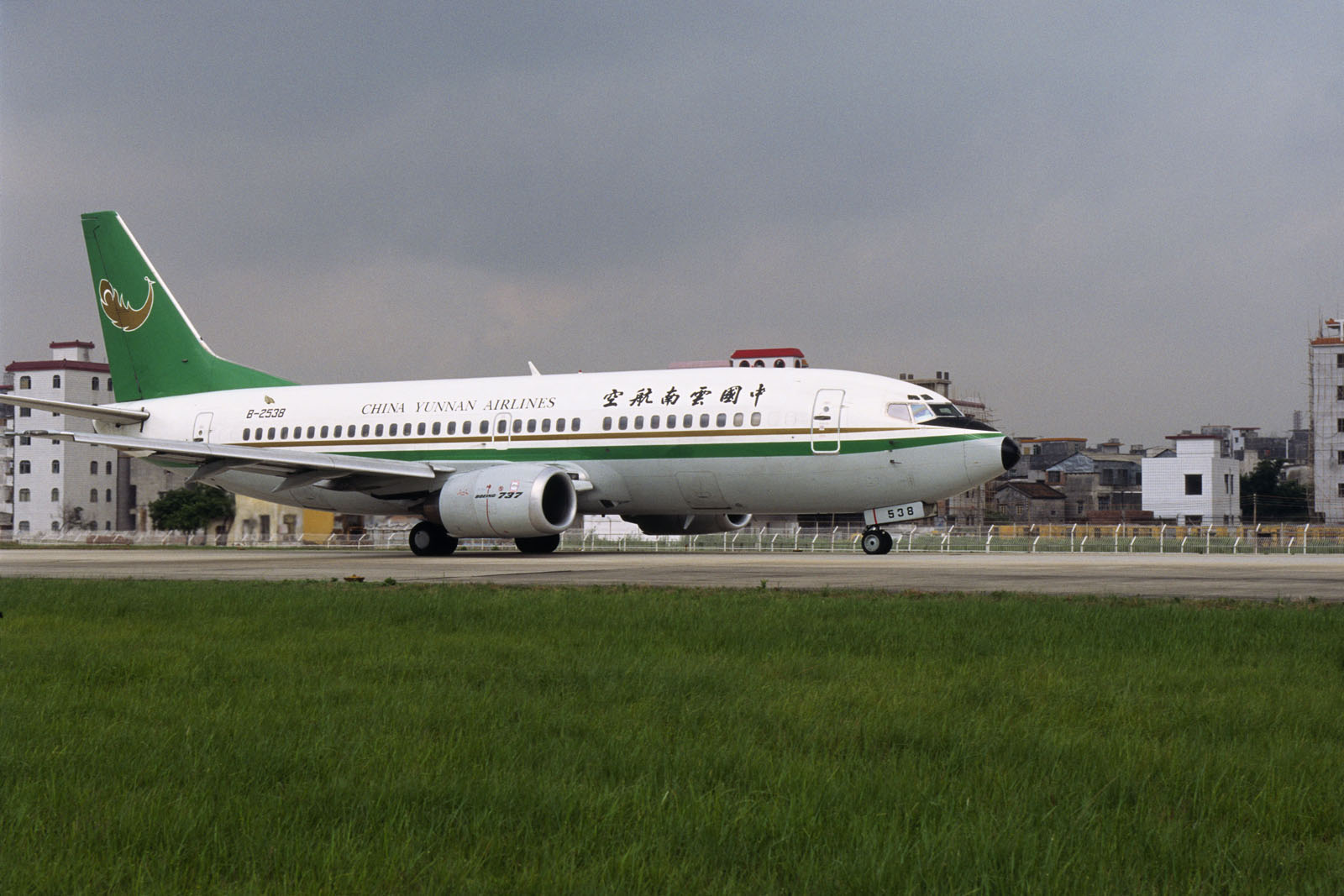
一架云南航空的波音737-300客机

1980年代中期，中国民航事业逐渐走向企业化和市场化，此时各地方政府也积极筹办地方航空。1985年中国民航和云南省人民政府双重领导筹建的云南省航空公司正式成立，独家运营云南省内航线。云南省为筹办全国第一家地方航空公司，用4000多吨锡换得外汇，购进全国第一架波音737-300飞机。1980年代末民航改组后，云南省航空公司隶属于中国民用航空总局，并于1992年7月28日改組为中国云南航空公司，与民航云南省管理局为一个机构两块牌子。基地设在云南省省会昆明巫家坝国际机场，是中国民航第一家地方航空公司。曾开通50条国内航线和10条国际航线，有飞往新加坡、泰国、老挝等国的昆明直达航班。曾经使用IATA代码“3Q”，ICAO代码“CYH”。公司辖当时云南省省内的8个机场。
发展迅猛的云南航保持着连续盈利的记录，1986年云航昆明机场仅有两架波音737飞机，吞吐量不足10万人次；而1993年，云航昆明机场拥有7架波音737飞机，吞吐量28万人次；到1997年，云航昆明机场已拥有波音飞机17架，吞吐量达442万人次。1998年完成总周转量3.5亿吨公里，旅客运输量331万人次，货运量7.3万吨。
1999年世界园艺博览会在昆明举办。为期184天的世界园艺博览会共接待国内外参观人数950万人次。云南航空当时作为唯一的航空客运合作伙伴，也特别喷绘了世园会彩绘机。

### 东航改组云南航空及之后发展
2002年10月11日，云南航空与中国东方航空集团公司联合重组，成为中国东方航空集团公司下属航空运输企业，改组中国东方航空云南分公司，2003年3月1日起所有航班的IATA代码从3Q改为MU。2003年8月8日起，云南航空常旅客计划“金孔雀俱乐部”并入东航常旅客计划“东方万里行”。
但是由于企业文化的差异和新公司的归属感不足，云航与东航之间的摩擦一直没有充分的解决。之后的包头空难和331返航事件都给东航的整体品牌蒙上了阴影。直到2009年东航董事长刘绍勇重启了与云南省政府的谈判，试图将云南分公司下放给政府参与管理和经营。2010年7月28日，中国东方航空集团公司与云南省政府在云南昆明举行揭牌仪式，正式宣布筹建由东航集团与云南省国资委共同投资的合资公司——东方航空云南有限公司。2011年8月2日正式颁证运行，自此由中国东方航空云南分公司正式更名为东方航空云南有限公司。

### 原云南航空机队

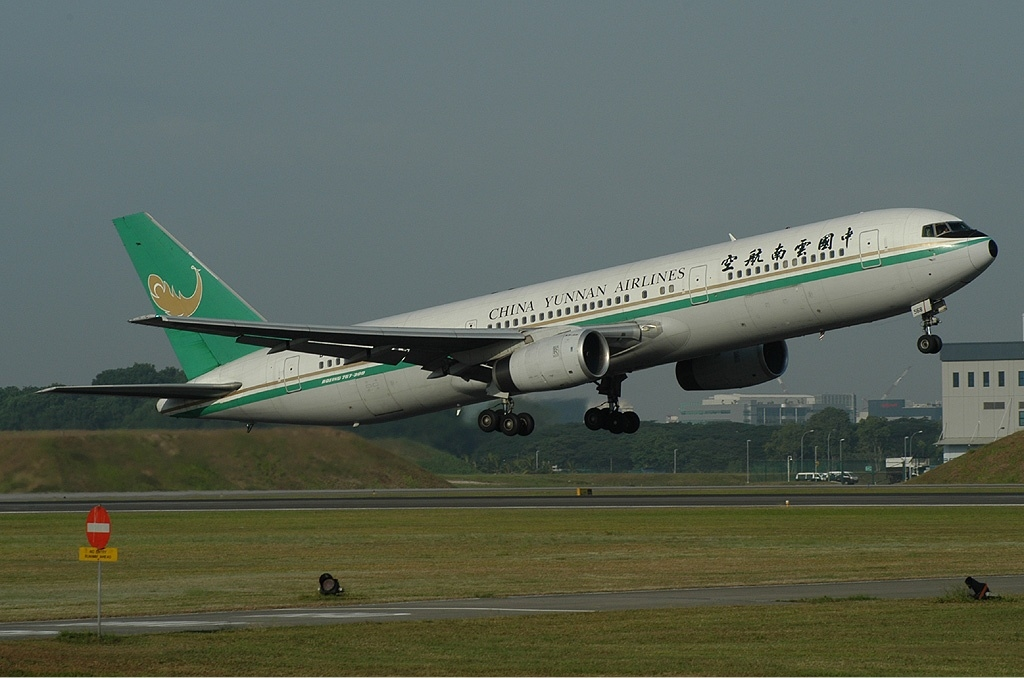
雲南航空曾擁有少數使用RB211-524H發動機的波音767（圖中B-2568已售予泰國東方航空）

在东航与云航重组前，云南航空拥有总计29架客机的机队。
| 机型            | 数量 |
| --------------- | ---- |
| 波音 B737-300   | 16   |
| 波音 B737-700   | 4    |
| 波音 B767-300   | 3    |
| 庞巴迪 CRJ200ER | 6    |
| 总计            | 29   |

## 注册资本

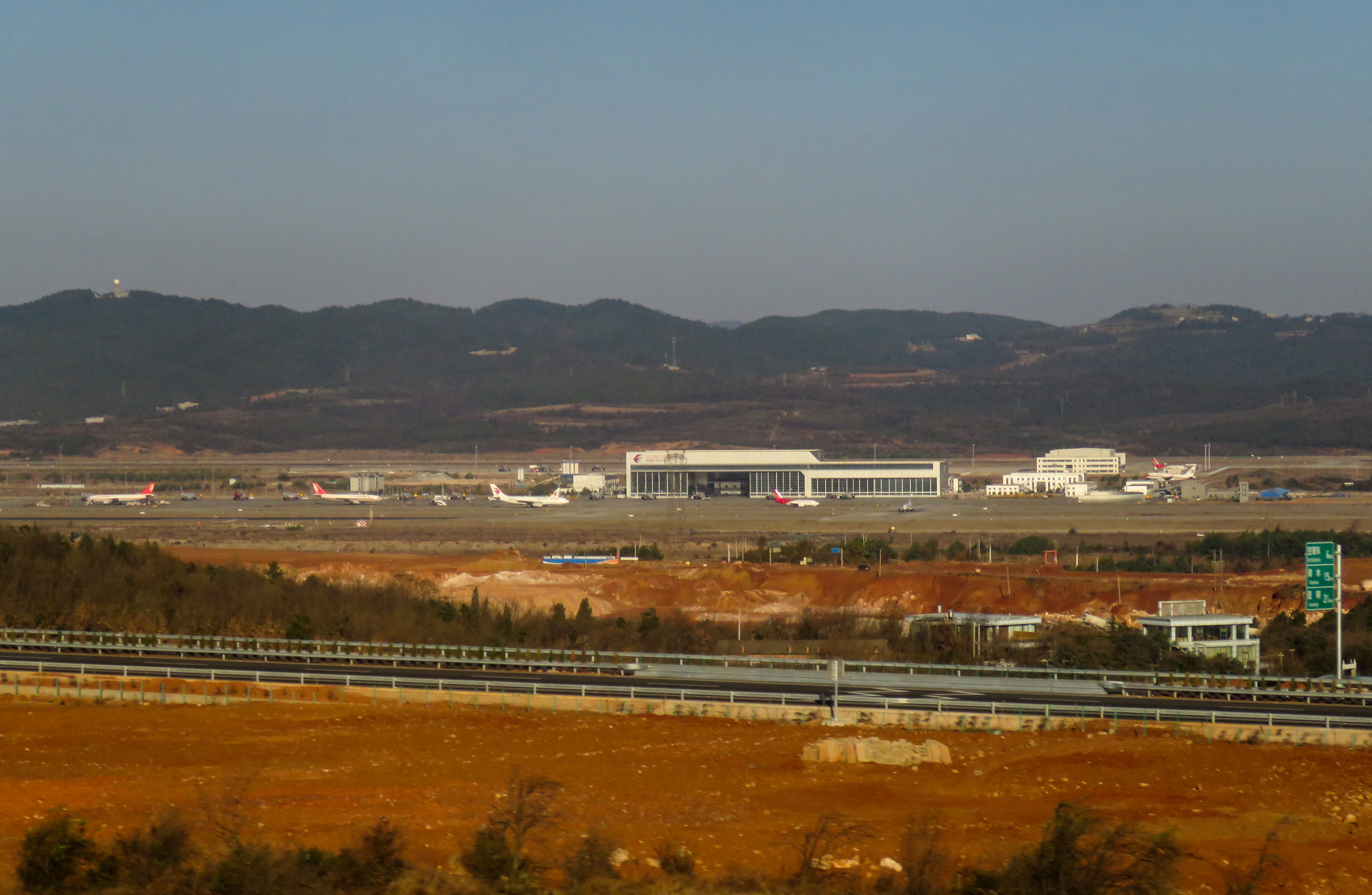
昆明长水国际机场的维修区

合资公司注册资本为36.6亿元，东航以现金及资产出资共计23.8亿元，占合资公司注册资本65%；云南省国资委以现金及土地使用权出资共计12.8亿元，占合资公司注册资本的35%。

## 涂装

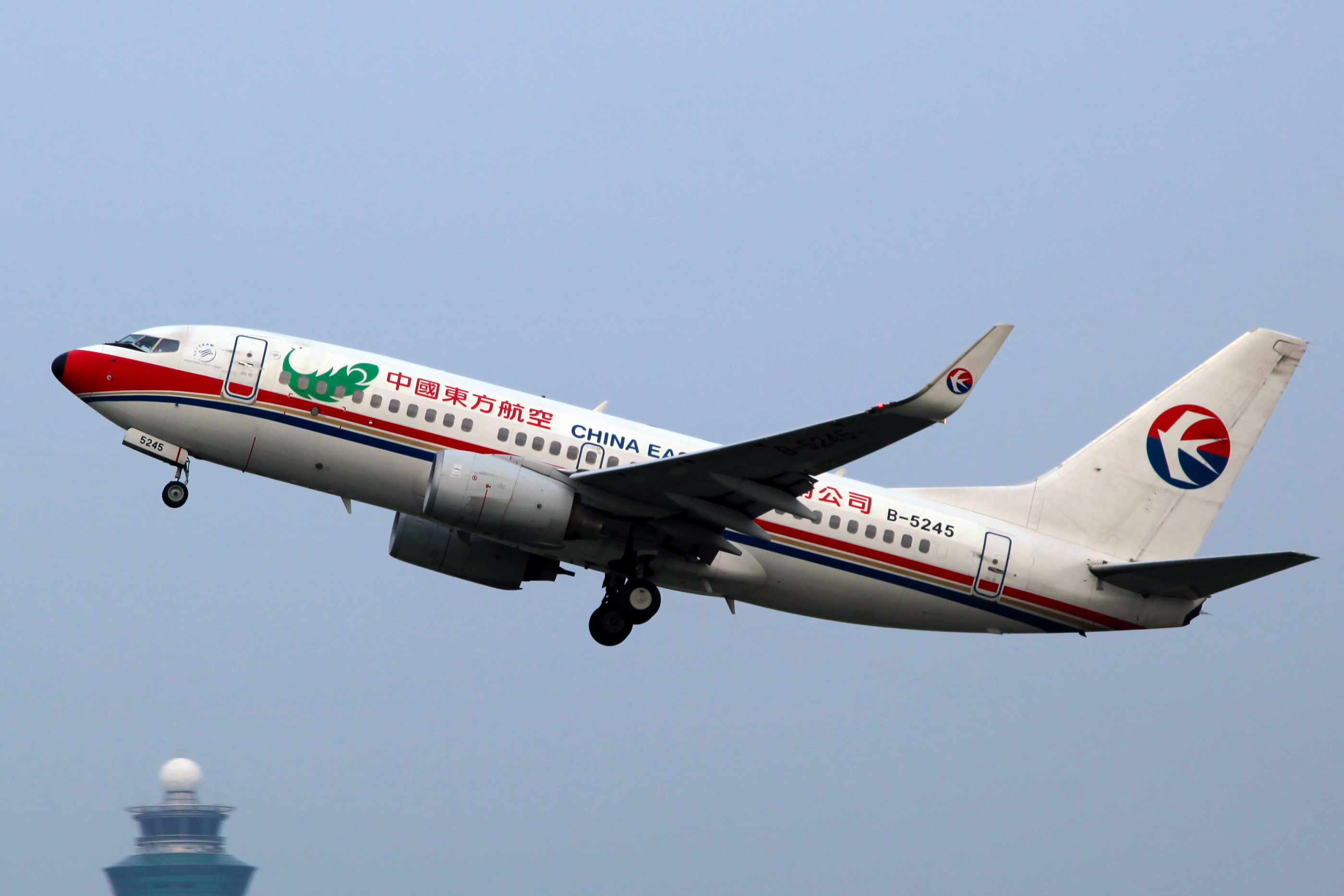
东航云南的旧涂装，可见机身前部的“绿孔雀”图案

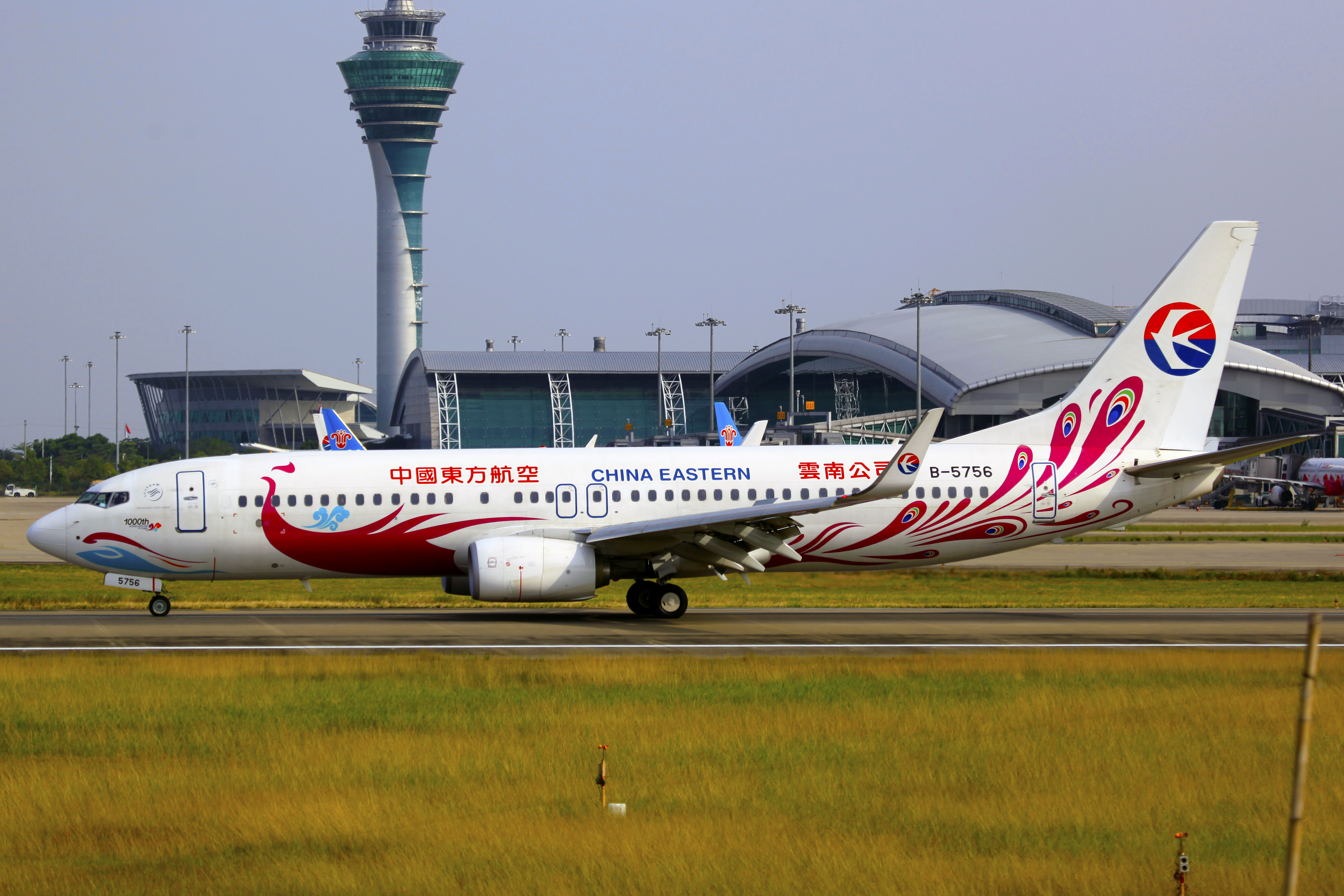
披上東航雲南孔雀塗裝的波音737，亦为中国第1,000架波音客机

东航云南公司的飞机涂装略不同于东航总部的涂装，飞机色调和东航传统涂装保持一致，但在“中国东方航空”中英文标志之后增加了“云南公司”的文字标志，在飞机机身前部的位置添加了代表原云南航空的“绿孔雀”图案，另外飞机的注册号也进行了重新喷涂。
转场昆明长水机场后，东航云南陆续引进及喷涂机身涂有金色或紫色孔雀搭配祥云图案的彩绘飞机，机型包括波音737-700、737-800及空客A330-300等。
2013年4月1日下午，注册号为B-5756的中国第1,000架波音客机降落昆明长水国际机场，落户东航云南公司。这架飞机机身涂有紫色孔雀彩绘，在机身前部特别印制了「1000TH BOEING AIRPLANE FOR CHINA」字样。
2014年起，东航云南公司开始陆续启用东航的全新涂装，但去除了原来的「绿孔雀」图案。此前涂有金色或紫色孔雀彩绘的飞机除更改徽标和“中國東方航空 CHINA EASTERN 雲南公司”字体外无任何改动。

## 機隊

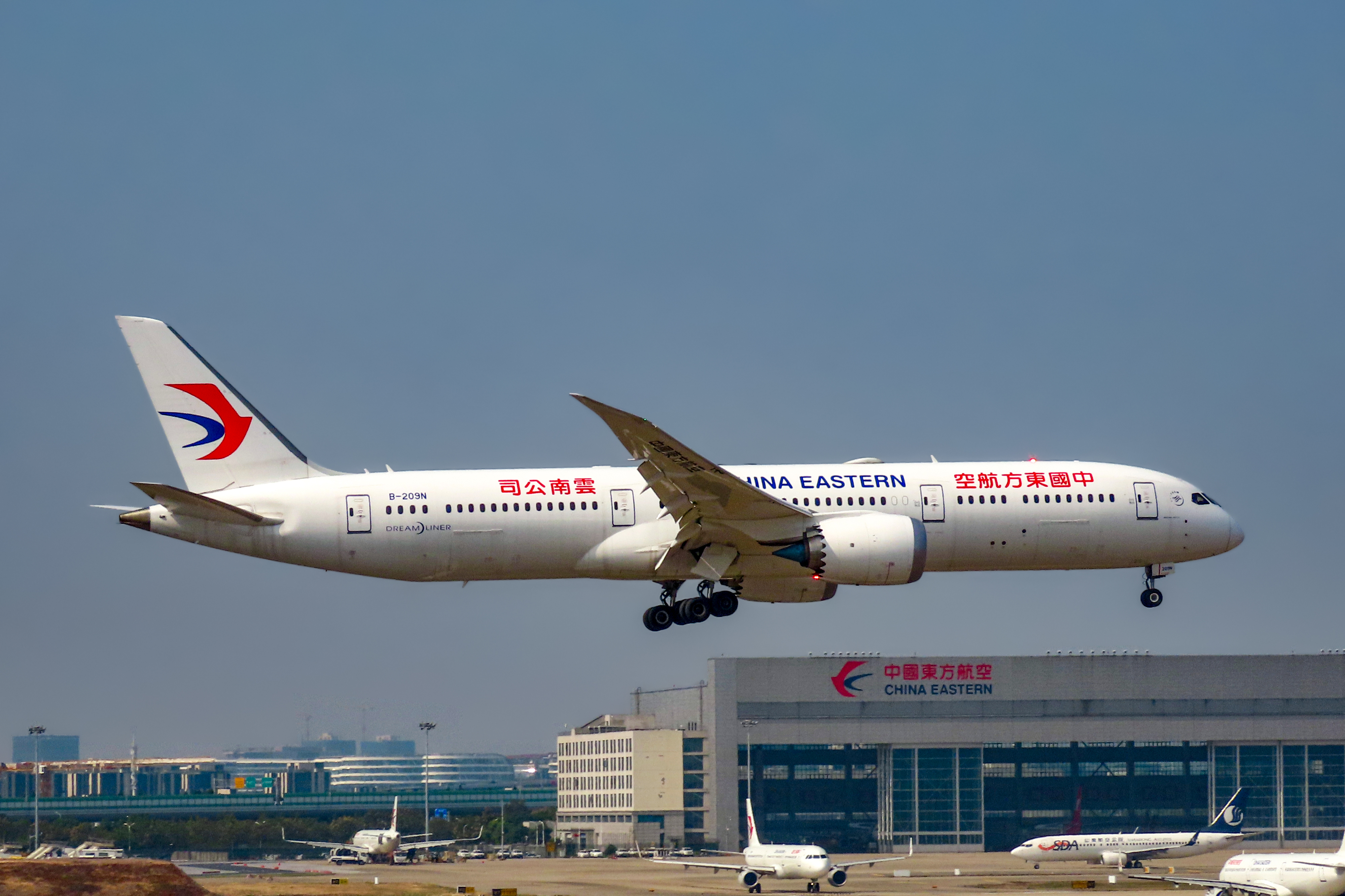
东航云南公司波音787-9于上海虹桥国际机场

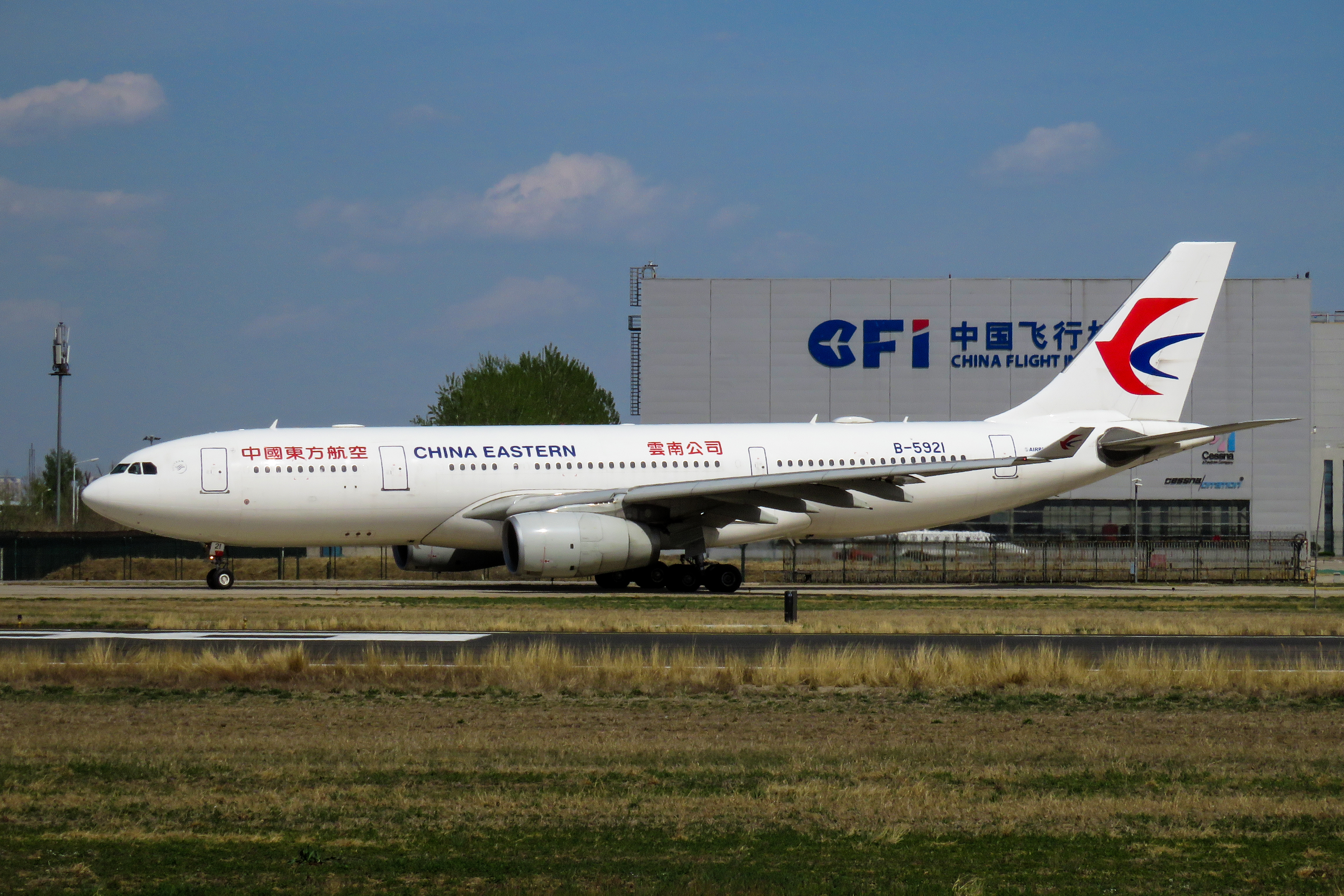
云南公司的空客A330于北京首都国际机场，该机已于2018年10月调回东航上海总部

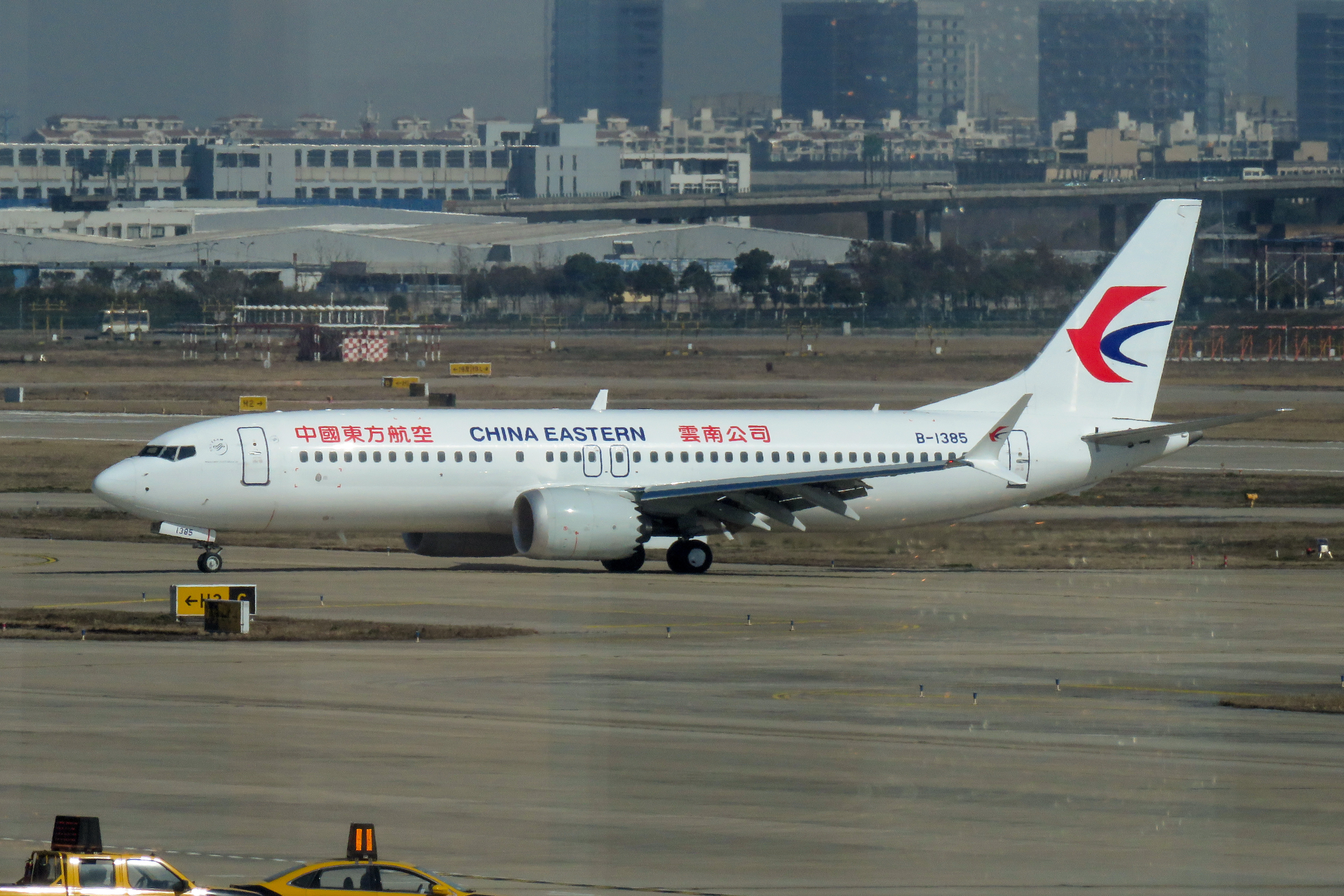
云南公司的波音737 MAX于上海虹桥国际机场

截止2024年3月，東方航空雲南有限公司共擁有飛機74架。

### 已退役的機隊
- 波音767-300ER型飞机

於2011年7月6日正式退役。B767型飞机在东航云南公司一共服役16年，曾營運3架，為全球僅有兩間訂購配備勞斯萊斯RB211引擎的波音767的航空公司之一(另一間為英國航空)。2架其後轉售至泰國東方航空，1架轉售至蒙古航空及俄羅斯皇家航空，截至2023年9月其中兩架已轉售至美國東方航空。
- CRJ200型飞机

于2013年3月30日正式退役。CRJ200型飞机在东航云南公司一共服役近12年，曾營運5架。
- 波音737-300型飞机

于2015年正式退役。
- 空中客车A330型飞机

2011-2014年曾营运3架A330-300，2014年改由上海总部运营；2014-2018年曾营运3架A330-200，2018年3月至10月改由上海总部运营。

## 航点
目前东航云南公司运营88个省内、国内、国际（地区）通航点。截至2014年12月，东航云南运营有以下航点：
| 航点类型       | 城市 |
| -------------- | --- |
| 云南省内航点   | 昆明、版纳、保山、思茅、文山、丽江、临沧、腾冲、昭通、芒市、香格里拉、大理、宁蒗泸沽湖 |
| 国内其他航点   | 成都、北京、广州、贵阳、兴义、桂林、北海、湛江、上海-虹桥、上海-浦东、天津、合肥、宁波、杭州、海口、南昌、南京、三亚、深圳、西安、厦门、宜宾、银川、郑州、长沙、温州、青岛、兰州、武汉、无锡、重庆、南通、盐城、长春、鄂尔多斯、哈尔滨、拉萨、临沂、大连、柳州、泸州、洛阳、威海、乌鲁木齐、常州、石家庄 |
| 国际及地区航点 | 澳门、达卡、曼谷素万那普国际机场、甲米、加德满都、加尔各答、科伦坡、马累、曼德勒、暹粒、金边、万象、普吉、仰光、清迈、清莱、大阪、台北桃园国际机场、迪拜、内比都、首尔、香港、巴黎夏尔·戴高乐机场、河内、胡志明市、吉达（朝觐包机）、新加坡、岘港、巴黎、温哥华、悉尼                                    |

## 事件
- 1994年7月20日，云南航空公司B737-3C1飞机，注册号B-2540在昆明机场着陆过程中遇到雷雨天气，飞机冲出跑道。飞机报废，报废日期1994年7月29日。[17]
- 2004年11月21日上午，东航云南分公司B-3072号CRJ-200型飞机，执行包头飞往上海的MU5210航班任务，起飞后不久在包头机场附近坠毁，造成55人（其中47名乘客、6名机组人员和2名地面人员）遇难。[18]
- 2008年3月31日到4月1日，因部分飞行员不满公司待遇，中国东航云南分公司的21架客机都在快到达目的地时离奇返航，造成至少1,500名乘客受出行影响。4月17日，中国民用航空局公布了对“返航事件”的处罚决定，停止东航云南地区部分航线、航班经营权，交由其他航空公司经营；对东航处以150万元罚款。[19]
- 2022年3月21日，东航云南公司B-1791号波音737-800客机，执行由昆明飞往广州的MU5735号班机时，在广西梧州藤县坠毁并引发山火。机上123名乘客与9名机组人员全部罹難[20][21]。